# Okręgi wyborcze do Sejmu Polskiej Rzeczypospolitej Ludowej (1952)
Lista okręgów wyborczych do Sejmu PRL w wyborach parlamentarnych w 1952. Wybierano 425 posłów w 67 okręgach wyborczych.
| Nr | Siedziba OKW            | Obszar | Posłów |
| -- | ----------------------- | --- | ------ |
| 1  | Warszawa                | Warszawa | 15     |
| 2  | Pruszków                | województwo warszawskie (powiaty grodziskomazowiecki, grójecki, nowodworski, piaseczyński, pruszkowski, miasta Pruszków i Żyrardów)                                           | 8      |
| 3  | Mińsk Mazowiecki        | województwo warszawskie (powiaty garwoliński, miński, otwocki) | 5      |
| 4  | Płock                   | województwo warszawskie (powiaty gostyniński, płocki, płoński, sierpecki, sochaczewski, miasto Płock)                                                                         | 7      |
| 5  | Pułtusk                 | województwo warszawskie (powiaty ostrowski, pułtuski, wołomiński) | 5      |
| 6  | Przasnysz               | województwo warszawskie (powiaty ciechanowski, mławski, ostrołęcki, przasnyski)                                                                                               | 6      |
| 7  | Siedlce                 | województwo warszawskie (powiaty siedlecki, sokołowski, węgrowski, miasto Siedlce)                                                                                            | 5      |
| 8  | Łódź                    | Łódź | 10     |
| 9  | Pabianice               | województwo łódzkie (powiaty łaski, sieradzki, miasto Pabianice) | 5      |
| 10 | Zgierz                  | województwo łódzkie (powiaty brzeziński, kutnowski, łęczycki, łódzki, miasto Zgierz)                                                                                          | 6      |
| 11 | Piotrków                | województwo łódzkie (powiaty piotrkowski, radomszczański, wieluński, miasto Piotrków)                                                                                         | 9      |
| 12 | Skierniewice            | województwo łódzkie (powiaty łowicki, rawski, skierniewicki, miasto Tomaszów Mazowiecki)                                                                                      | 5      |
| 13 | Bydgoszcz               | województwo bydgoskie (powiaty bydgoski, chojnicki, sępoleński, tucholski, wyrzyski, miasto Bydgoszcz)                                                                        | 7      |
| 14 | Inowrocław              | województwo bydgoskie (powiaty inowrocławski, mogileński, szubiński, toruński, żniński, miasta Inowrocław, Toruń)                                                             | 6      |
| 15 | Włocławek               | województwo bydgoskie (powiaty aleksandrowski, lipnowski, włocławski, miasto Włocławek)                                                                                       | 6      |
| 16 | Grudziądz               | województwo bydgoskie (powiaty brodnicki, chełmiński, grudziądzki, rypiński, świecki, wąbrzeski, miasto Grudziądz)                                                            | 6      |
| 17 | Poznań                  | Poznań | 6      |
| 18 | Kalisz                  | województwo poznańskie (powiaty kaliski, kolski, turecki, miasto Kalisz) | 6      |
| 19 | Ostrów Wielkopolski     | województwo poznańskie (powiaty jarociński, kępiński, krotoszyński, ostrowski, miasto Ostrów Wielkopolski)                                                                    | 5      |
| 20 | Gniezno                 | województwo poznańskie (powiat gnieźnieński, koniński, średzki, wągrowiecki, wrzesiński, miasto Gniezno)                                                                      | 6      |
| 21 | Leszno                  | województwo poznańskie (powiaty gostyński, kościański, leszczyński, nowotomyski, rawicki, śremski, wolsztyński, miasto Leszno)                                                | 7      |
| 22 | Szamotuły               | województwo poznańskie (powiaty czarnkowski, chodzieski, międzychodzki, obornicki, pilski, poznański, szamotulski, miasto Piła)                                               | 6      |
| 23 | Kielce                  | województwo kieleckie (powiaty buski, kielecki, konecki, miasto Kielce) | 8      |
| 24 | Ostrowiec Świętokrzyski | województwo kieleckie (powiaty iłżecki, opatowski, sandomierski, miasta Ostrowiec Świętokrzyski, Starachowice)                                                                | 7      |
| 25 | Radom                   | województwo kieleckie (powiaty kozienicki, opoczyński, radomski, miasto Radom)                                                                                                | 8      |
| 26 | Jędrzejów               | województwo kieleckie (powiaty jędrzejowski, pińczowski, włoszczowski) | 5      |
| 27 | Radzyń                  | województwo lubelskie (powiaty lubartowski, łukowski, radzyński, bialski) | 6      |
| 28 | Chełm                   | województwo lubelskie (powiaty chełmski, krasnostawski, włodawski, miasto Chełm)                                                                                              | 5      |
| 29 | Zamość                  | województwo lubelskie (powiaty biłgorajski, hrubieszowski, tomaszowski, zamojski, miasto Zamość)                                                                              | 7      |
| 30 | Lublin                  | województwo lubelskie (powiaty kraśnicki, lubelski, puławski, miasto Lublin)                                                                                                  | 9      |
| 31 | Łomża                   | województwo białostockie (powiaty bielski, łomżyński, siemiatycki, wysokomazowiecki)                                                                                          | 6      |
| 32 | Białystok               | województwo białostockie (powiaty białostocki, sokólski, miasto Białystok) | 5      |
| 33 | Ełk                     | województwo białostockie (powiaty augustowski, ełcki, gołdapski, grajewski, kolneński, olecki, suwalski)                                                                      | 5      |
| 34 | Olsztyn                 | województwo olsztyńskie (powiaty działdowski, suski, morąski, nidzicki, nowomiejski, olsztyński, ostródzki, pasłęcki, szczycieński, miasto Olsztyn)                           | 7      |
| 35 | Kętrzyn                 | województwo olsztyńskie (powiaty bartoszycki, reszelski, braniewski, giżycki, iławecki, kętrzyński, lidzbarski, mrągowski, piski, węgorzewski)                                | 5      |
| 36 | Gdańsk                  | województwo gdańskie (powiaty elbląski, gdański, kwidzyński, malborski, sztumski, tczewski, miasta Elbląg, Gdańsk, Tczew)                                                     | 8      |
| 37 | Gdynia                  | województwo gdańskie (powiaty kartuski, kościerski, lęborski, starogardzki, wejherowski, miasta Gdynia, Sopot)                                                                | 8      |
| 38 | Koszalin                | województwo koszalińskie (powiaty białogardzki, koszaliński, kołobrzeski, sławieński, słupski, miasta Koszalin, Słupsk)                                                       | 5      |
| 39 | Szczecinek              | województwo koszalińskie (powiaty bytowski, człuchowski, drawski, miastecki, szczecinecki, wałecki, złotowski)                                                                | 4      |
| 40 | Szczecin                | województwo szczecińskie (powiaty gryficki, kamieński, nowogardzki, szczeciński, woliński, miasto Szczecin)                                                                   | 5      |
| 41 | Stargard Szczeciński    | województwo szczecińskie (powiaty chojeński, choszczeński, gryfiński, łobeski, myśliborski, pyrzycki, stargardzki)                                                            | 4      |
| 42 | Gorzów Wielkopolski     | województwo zielonogórskie (powiaty gorzowski, międzyrzecki, skwierzyński, rzepiński, strzelecki, sulęciński, świebodziński, miasto Gorzów Wielkopolski)                      | 4      |
| 43 | Zielona Góra            | województwo zielonogórskie (powiaty głogowski, gubiński, kożuchowski, krośnieński, sulechowski, szprotawski, wschowski, zielonogórski, żarski, żagański, miasto Zielona Góra) | 6      |
| 44 | Wrocław                 | województwo wrocławskie (powiat wrocławski, miasto Wrocław) | 7      |
| 45 | Wrocław                 | województwo wrocławskie (powiaty górowski, milicki, oleśnicki, oławski, sycowski, średzki, trzebnicki, wołowski)                                                              | 5      |
| 46 | Kłodzko                 | województwo wrocławskie (powiaty bystrzycki, dzierżoniowski, kłodzki, strzeliński, ząbkowicki)                                                                                | 5      |
| 47 | Jelenia Góra            | województwo wrocławskie (powiaty bolesławiecki, jeleniogórski, lubański, lwówecki, zgorzelecki, złotoryjski, miasto Jelenia Góra)                                             | 6      |
| 48 | Wałbrzych               | województwo wrocławskie (powiaty jaworski, kamiennogórski, legnicki, lubiński, świdnicki, wałbrzyski, miasta Legnica, Świdnica, Wałbrzych)                                    | 7      |
| 49 | Prudnik                 | województwo opolskie (powiaty głubczycki, grodkowski, kozielski, nyski, prudnicki, raciborski, strzelecki, miasta Nysa, Racibórz)                                             | 8      |
| 50 | Opole                   | województwo opolskie (powiaty brzeski, kluczborski, namysłowski, niemodliński, oleski, opolski, miasta Brzeg, Opole)                                                          | 6      |
| 51 | Katowice                | województwo katowickie (miasta Chorzów, Katowice, Mysłowice, Siemianowice, Szopienice)                                                                                        | 8      |
| 52 | Zabrze                  | województwo katowickie (miasta Bytom Nowy, Świętochłowice, Zabrze) | 5      |
| 53 | Bytom                   | województwo katowickie (powiaty lubliniecki, tarnogórski, miasta Bytom, Ruda Śląska)                                                                                          | 7      |
| 54 | Gliwice                 | województwo katowickie (powiaty gliwicki, rybnicki, miasta Gliwice, Rybnik)                                                                                                   | 8      |
| 55 | Bielsko-Biała           | województwo katowickie (bielski, cieszyński, pszczyński, miasta Bielsko-Biała, Cieszyn)                                                                                       | 7      |
| 56 | Sosnowiec               | województwo katowickie (powiaty będziński, zawierciański, miasta Będzin, Czeladź, Dąbrowa Górnicza, Sosnowiec, Zawiercie)                                                     | 7      |
| 57 | Częstochowa             | województwo katowickie (powiaty częstochowski, kłobucki, miasto Częstochowa)                                                                                                  | 5      |
| 58 | Kraków                  | Kraków | 6      |
| 59 | Nowy Targ               | województwo krakowskie (powiaty krakowski, myślenicki, nowotarski, miasto Zakopane)                                                                                           | 6      |
| 60 | Nowy Sącz               | województwo krakowskie (powiaty bocheński, nowosądecki, limanowski, miasto Nowy Sącz)                                                                                         | 6      |
| 61 | Tarnów                  | województwo krakowskie (powiaty brzeski, dąbrowski, tarnowski, miasto Tarnów)                                                                                                 | 5      |
| 62 | Oświęcim                | województwo krakowskie (powiaty oświęcimski, wadowicki, żywiecki) | 6      |
| 63 | Chrzanów                | województwo krakowskie (powiaty chrzanowski, miechowski, olkuski) | 7      |
| 64 | Rzeszów                 | województwo rzeszowskie (powiaty brzozowski, dębicki, rzeszowski, miasto Rzeszów)                                                                                             | 6      |
| 65 | Tarnobrzeg              | województwo rzeszowskie (powiaty kolbuszowski, mielecki, niżański, tarnobrzeski)                                                                                              | 5      |
| 66 | Jarosław                | województwo rzeszowskie (powiaty jarosławski, lubaczowski, łańcucki, przemyski, przeworski, miasto Przemyśl)                                                                  | 7      |
| 67 | Krosno                  | województwo rzeszowskie (powiaty gorlicki, jasielski, krośnieński, leski, sanocki, ustrzycki)                                                                                 | 6      |